# Park aan de Stroom
Park aan de Stroom, in projectfase ook Park Nieuw Zuid genoemd, is sinds 17 juli 2025 een park in de wijk Nieuw Zuid in het centrum van de Belgische stad Antwerpen. Het heeft de vorm van een 750 meter lange rechthoek op de rechteroever (de stadskant) van de Schelde. Het is het deel van de heraangelegde Scheldekaaien waar gekozen is voor groene inrichting voor ontspanning en verkoeling. 
Er zijn 426 nieuwe inheemse bomen en 29.000 nieuwe struiken, heesters en (water)planten aangeplant. Enkele jaren vooraf leidden de plannen hiervoor tot protest bij de buurtbewoners, wegens verstoring van het uitzicht, maar met die bezwaren is rekening gehouden.
Er is een grote speeltuin en er komt een verhoogd platform met zicht op de Schelde.

## Geschiedenis
Anno 2010 waren op deze plek een industriële terreinen met parkings voor tweedehandsauto's die op cargoschepen naar Afrika geladen werden.

## Galerij

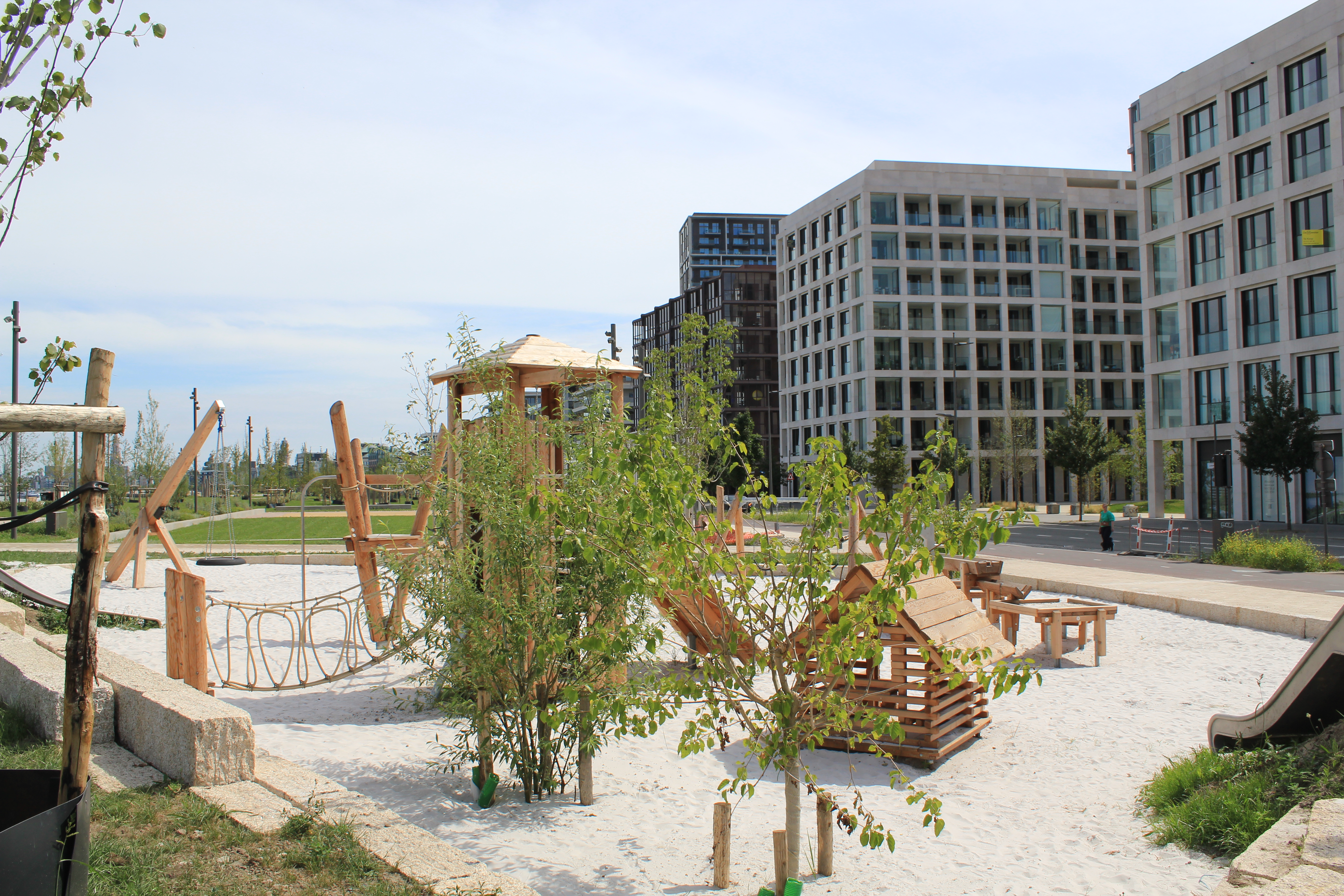
Speeltuin
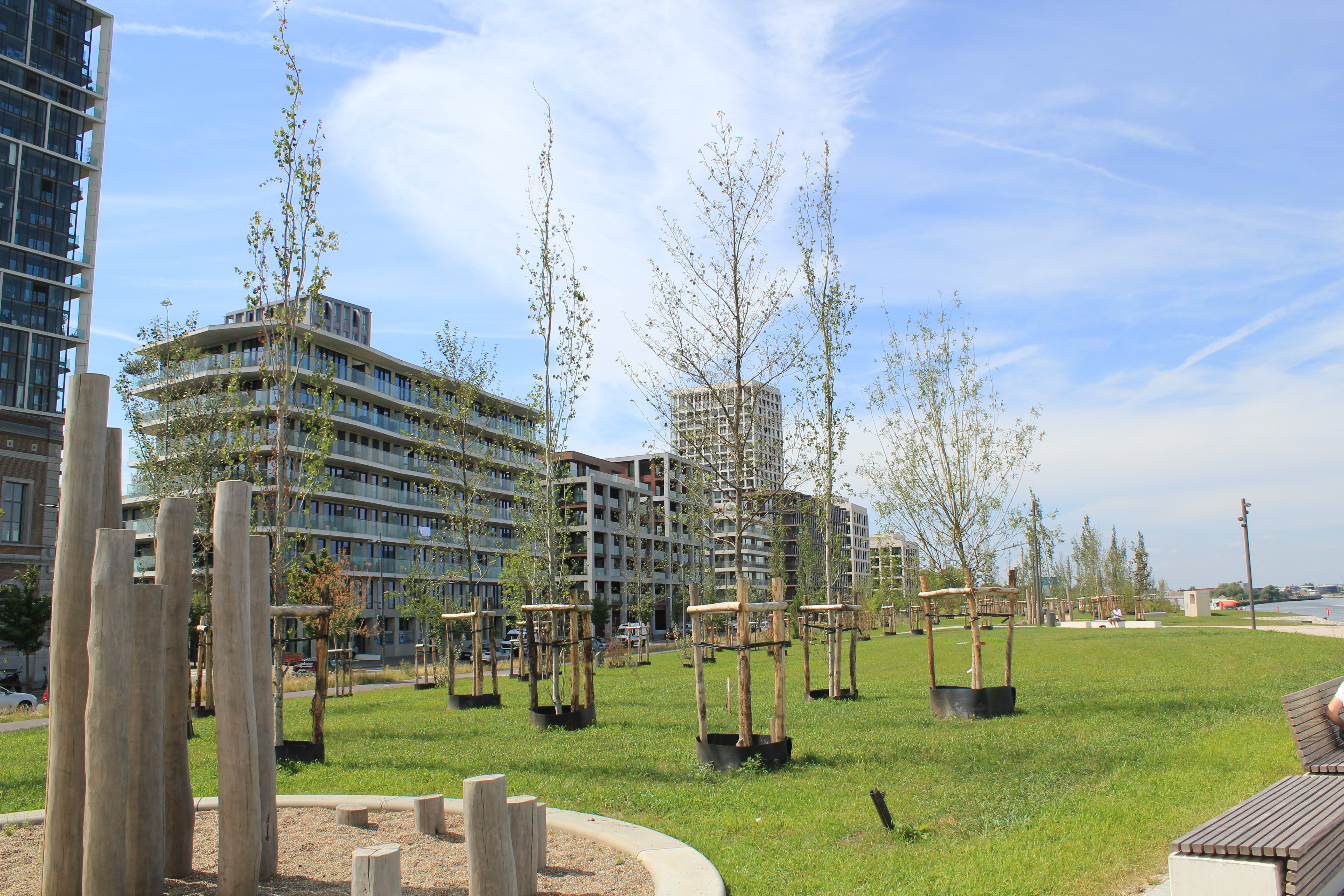
Appartementsblokken aan het park
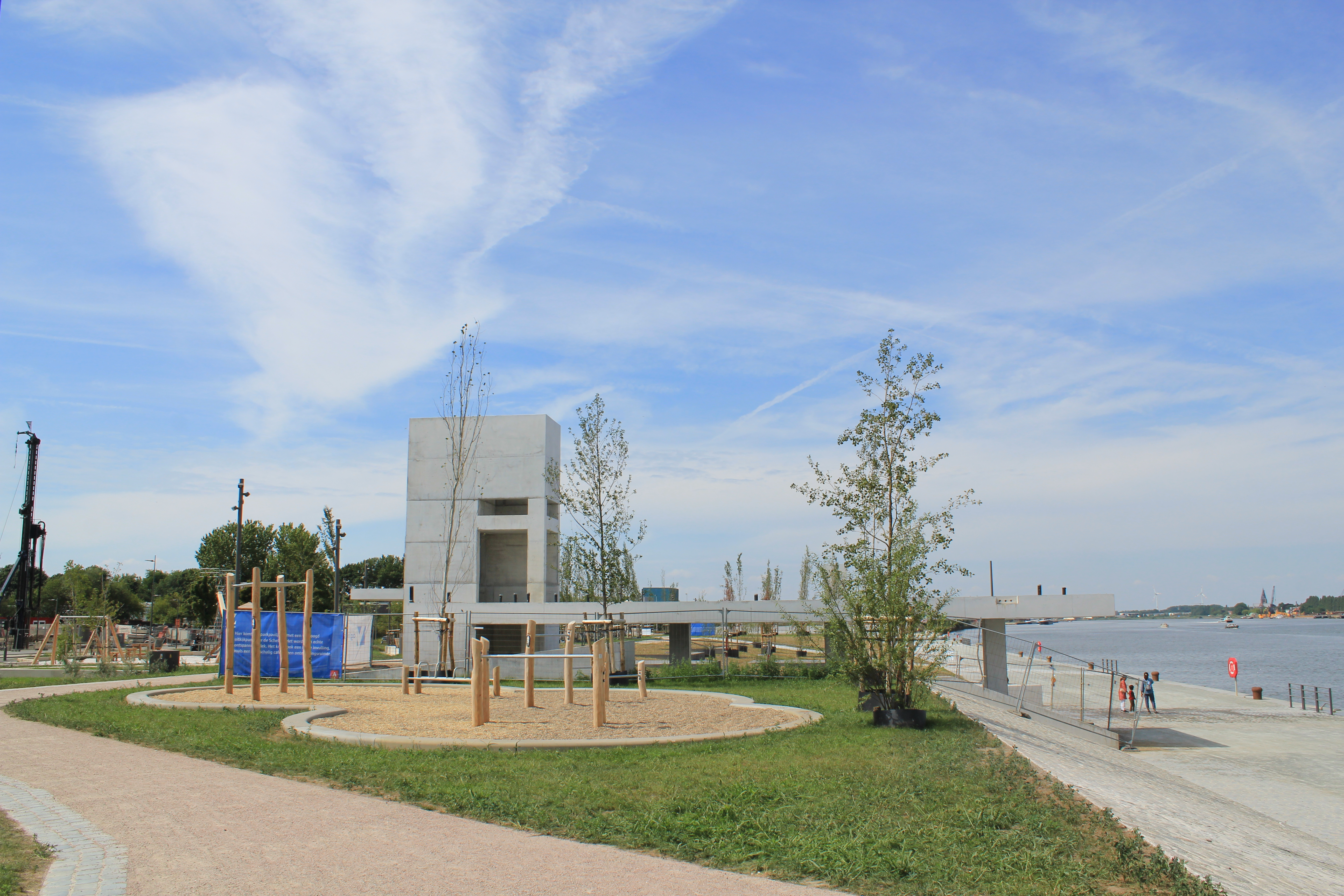
Uitkijkpunt in het park
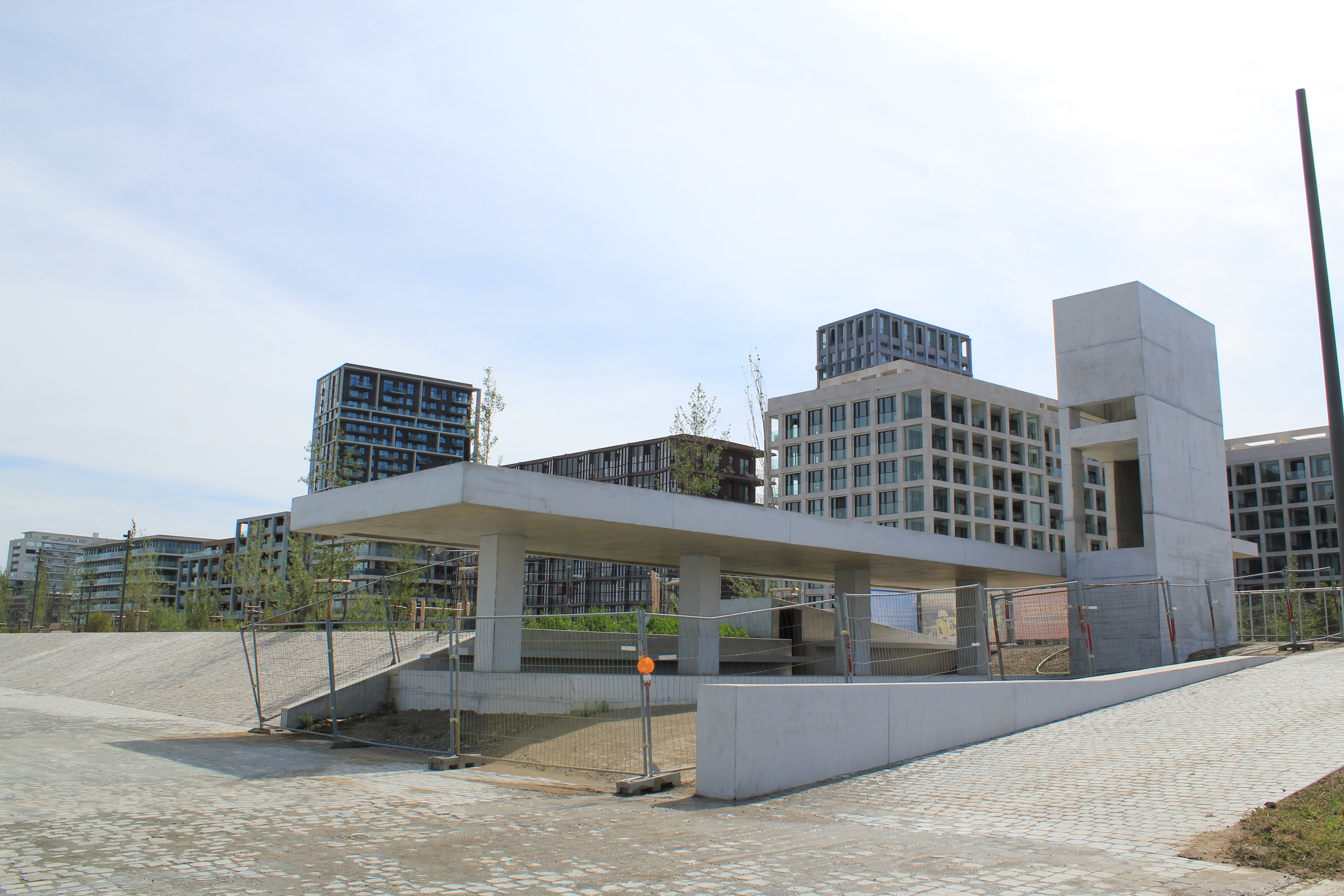
Uitkijkpunt in het park
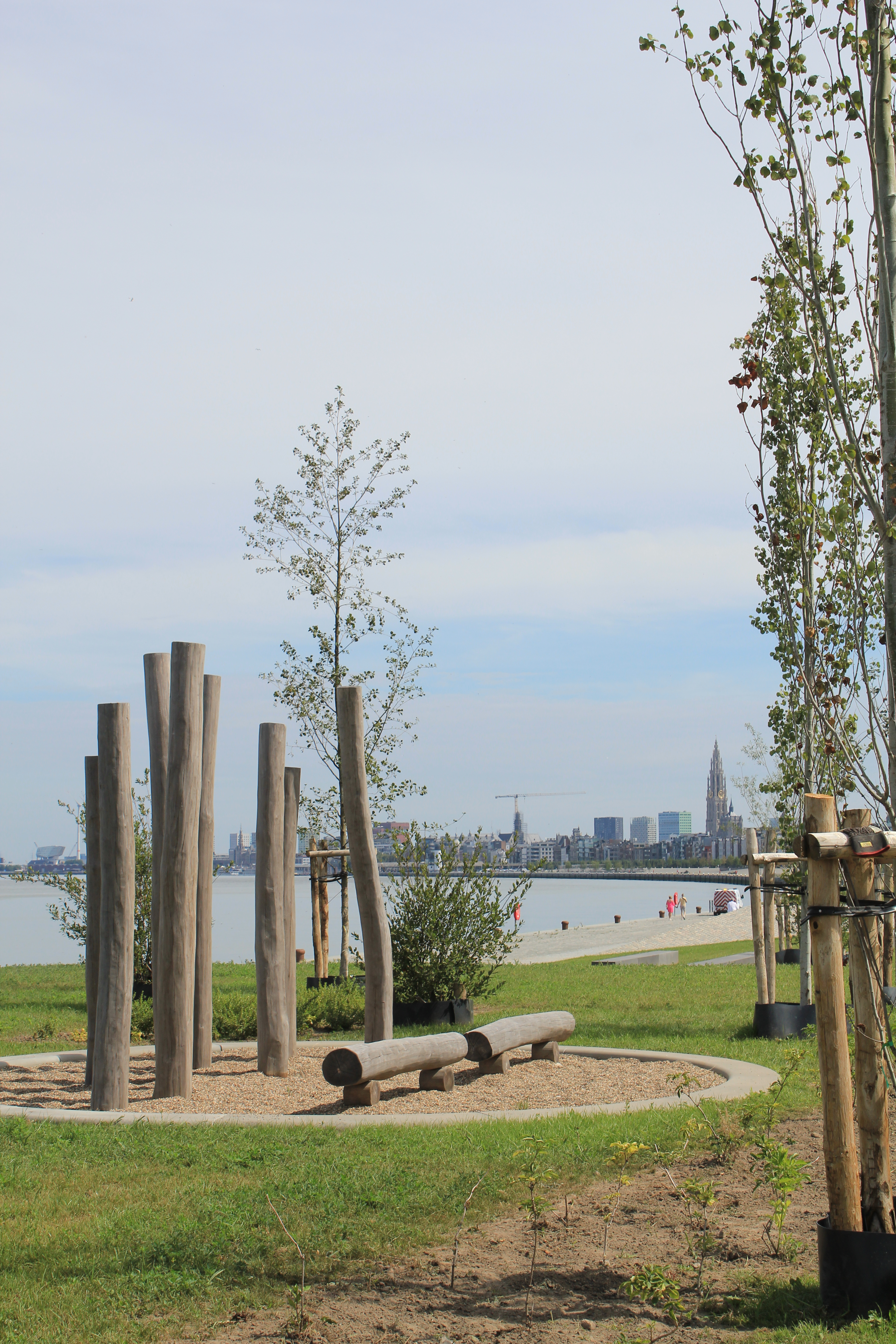
Zicht op de Onze-Lieve-Vrouwekathedraal vanuit het park